# Sœurs (film)
Pour plus de détails, voir Fiche technique et Distribution.
Sœurs est un long métrage réalisé par Yamina Benguigui, avec Isabelle Adjani, Rachida Brakni, Maiwenn et Hafsia Herzi.

## Synopsis
Depuis trente ans, trois sœurs franco-algériennes, Zorah, Nohra et Djamila, vivent dans l’espoir de retrouver leur frère Rheda, enlevé par leur père et caché en Algérie. Alors qu’elles apprennent que ce père est mourant, elles décident de partir toutes trois le retrouver en Algérie dans l’espoir qu’il leur révèle où est leur frère. Commence alors pour Zorah et ses sœurs une course contre la montre dans une Algérie où se lève le vent de la révolution.

## Fiche technique
- Titre : Sœurs
- Réalisation : Yamina Benguigui
- Scénario : Yamina Benguigui, avec la collaboration de Maxime Saada Farah Benguigui et Jonathan Palumbo
- Script Doctor : Franck Joucla Castillo
- Directeur de la photographie : Antoine Roch
- Son : Jacques Sans
- Décors : Jean-Jacques Gernolle, Saad Ould El Bachir
- Costumes : Malika Khelfa, Joséphine Gracia
- Maquillage / coiffure : Karine Meyer, Fifi Faherzi, Celia Oudni
- Musique originale : Amine Bouhafa
- Montage : Nadia Ben Rachid, Sercan Sezgin
- Producteur : Philippe Dupuis-Mendel
- Producteurs associés : Liza Benguigui, Marc Ladreit de Lacharrière, Yamina Benguigui
- Directeurs de production : Philippe Mottin, Mustapha Kanine
- Sociétés de production : Bandits Cinéma / Elemiah / StudioCanal
- Distribution : Jour2fête
- Pays d'origine : Algérie et France
- Langues originales : français, arabe
- Genre : Dramatique
- Format : Couleurs - SDTV
- Durée : 99 minutes
- Date de sortie : 
  - Algérie :
  - France : 30 juin 2021

## Distribution
- Isabelle Adjani : Zorah
- Rachida Brakni : Djamila
- Maiwenn : Norah
- Hafsia Herzi : Farah / Leila à 22 ans
- Rachid Djaidani : Hassan / Ahmed, le père
- Faïza Guène : Soumaya
- Fettouma Ousliha-Bouamari : Leïla, la mère
- Manel Belkhelfa : Karima / Zora à 18 ans
- Sérine Ferdi : Djamila à 15 ans
- Maïssa Belaroussi : Norah à 11 ans
- Nabil Asli : l'internet en médecine
- Abel Jafri : le juge en Algérie
- Djanis Bouzyani : Nasser styliste et ami de Farah
- Mabrouk Faroudji : l'oncle Ali
- Aziz Boukrouni : le détective
- Sophie Van Baren : Nicole V
- Nathalie Mann : la juge en France
- Riwann Belkacemi : le militant
- Rabia Mokkeden : la vieille femme de l'appartement
- Mohamed Amir Rahmani : Redah enfant